# Illapel
Illapel is een gemeente in de Chileense provincie Choapa in de regio Coquimbo. Illapel telde 30.848 inwoners in 2017 en heeft een oppervlakte van 2629 km².
- Library of Congress Control Number: n00112977
- Nationale Bibliotheek van Israël: 987007475862205171
- Virtual International Authority File: 147712738